# فترة البلوغ عند الرجال
تُعرف باللغة الإنجليزية بـ"Spermarch"، و"semenarche"، وهي بداية تطور الحيوانات المنوية في خصية الأولاد عند البلوغ. ويكون للأولاد ردود فعل مختلفة خلال هذه الفترة تتراوح بين الخوف والإثارة، وذلك اعتمادًا على طريقة تربيتهم واختلافاتهم الثقافية ومعرفتهم الجنسية السابقة. بداية فترة البلوغ تعتبر من أول الأحداث في حياة الذكر التي تؤدي إلى النضج الجنسي، وخلال ذلك الوقت تبدأ الخصائص الجنسية الثانوية في التطور. ليس من السهل تحديد العمر الذي يحدث فيه هذا التطور، مع ذلك فقد حاول الباحثون تحديد العمر عن طريق أخد عينات من مجموعات سكانية مختلفة من خلال أخد عينات بول الأولاد وتحديد وجود الحيوانات المنوية. ويشار إلى وجود حيوانات منوية في البول باسم «بول منوي» وبالإنجليزية "spermaturia". ويظهر أن فترة البلوغ لدى الرجال تحدث بين 13 و15 عامًا في معظم الحالات وذلك وفقًا لمصادر مختلفة.

## سياق
في إحدى الدراسات، سُئِل الأولاد عن الظروف التي حدث فيها القذف لأول مرة. حدث هذا عن طريق الانبعاث الليلي في أغلب الحالات، حيث اختبر عدد كبير من السائل المنوي عن طريق الاستمناء. وحدث القذف الأول أثناء الجماع الجنسي مع شريك في عدد قليل من الحالات.